# Cr 463
Cr 463 è un esteso ammasso aperto visibile nella costellazione di Cassiopea.

## Osservazione

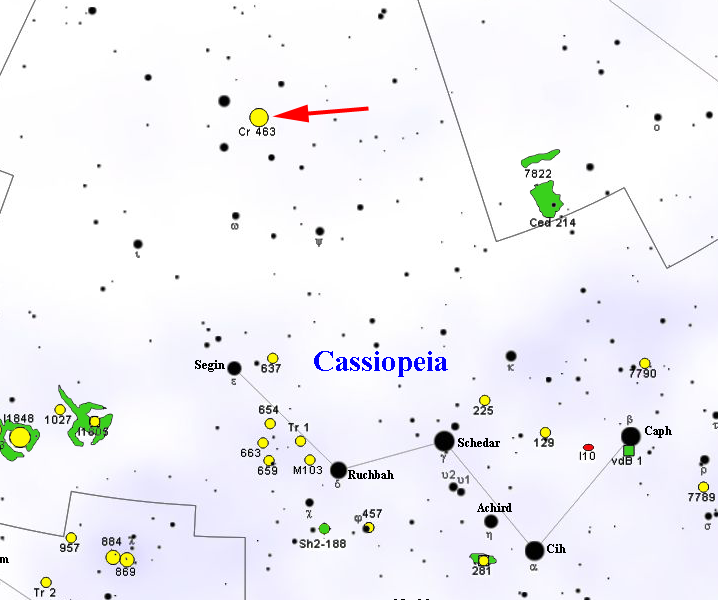
Mappa per individuare Cr 463.

Si individua nella parte settentrionale della costellazione, in una regione povera di campi stellari sul bordo della Via Lattea; la sua posizione si può reperire con approssimazione prolungando di circa tre volte la distanza fra le stelle α Cassiopeiae (Schedar) e γ Cassiopeiae (Cih), fino a giungere a un quadrilatero di stelle di magnitudine 4 e 5 che incorniciano l'ammasso. Le sue componenti più luminose sono osservabili anche con un binocolo e appaiono sparse e poco concentrate; gli strumenti migliori sono piccoli telescopi da 100-120mm di apertura, adatti a risolvere stelle fino alla magnitudine 12 e allo stesso tempo mantenendo la possibilità di disporre di un grande campo visivo.
La declinazione fortemente settentrionale di quest'ammasso favorisce notevolmente gli osservatori dell'emisfero nord, da cui si presenta circumpolare fino alle latitudini medio-basse; dall'emisfero australe d'altra parte resta piuttosto basso e non è osservabile dalle aree lontane dalla zona tropicale. Il periodo migliore per la sua osservazione nel cielo serale è quello compreso fra agosto e gennaio.

## Storia delle osservazioni
Cr 463 venne osservato da Per Collinder attorno al 1930 e inserito nel suo catalogo di ammassi aperti. A causa della sua bassa densità, era infatti sfuggito agli astronomi dell'Ottocento.

## Caratteristiche
Cr 463 è un ammasso aperto di grandi dimensioni sia apparenti che reali, cui corrisponde un'effettiva scarsa concentrazione delle sue componenti; la sua distanza è stimata attorno ai 650 parsec (2120 anni luce), o al massimo sui 700 parsec, e giace in una zona interna al Braccio di Orione a breve distanza dalla regione di Cepheus OB4. Le sue stelle più luminose sono di magnitudine 8,5, mentre le dimensioni reali dell'ammasso si aggirano sui 6 parsec.
Si tratta di un ammasso poco studiato; la presenza di alcune componenti massicce in uno stadio evoluto del loro ciclo vitale hanno permesso di determinare un'età attorno ai 150 milioni di anni. La sua posizione è piuttosto insolita per un ammasso aperto, trovandosi a circa 110 parsec dal piano galattico, dunque ad una latitudine galattica abbastanza elevata.